# Les Fleurs oubliées
Pour plus de détails, voir Fiche technique et Distribution.
Les Fleurs oubliées est un film dramatique québécois réalisé par André Forcier, sorti en salle en 2019.

## Synopsis
En 2019, Albert Payette, un apiculteur, produit un hydromel nommé Les fleurs oubliées qu'il vend à des bourgeoises afin de financer son voyage vers la Minganie où il entend produire l'hydromel le plus septentrional du monde. Son maître à penser, le frère Marie-Victorin, auteur de la Flore laurentienne, ultime référence sur la flore du Québec, revient de chez les morts pour l'aider à accomplir sa tâche. De son côte, Jerry, le neveu d'Albert, accompagné par ses amis punks, l'aide à sauver les abeilles en installant des ruches sur les toits de Montréal.
Albert voit arriver Lili, une jeune femme avec son bambin, journaliste aux pages écologistes du site web Ras-le-Bol. Celle-ci enquête sur l'exploitation des travailleurs agricoles mexicains qu'emploie la compagnie Transgenia, fabricant de pesticides chimiques. Elle lui rappelle qu'il y a cinq ans, il avait brulé un champ lorsqu'il travaillait comme agronome pour Transgenia, excédé par leurs méthodes.
À la suite d'un nouveau champ incendié, il est faussement accusé de l'effraction. Mathilde, une avocate, vient alors à sa défense. Une relation s'en suivra avec celle dont la grand-tante est Marcelle Gauvreau, l'assistante de Marie-Victorin avec laquelle celui-ci partageait des correspondances intimes.  

## Fiche technique
Source : IMDb et Films du Québec
- Titre original : Les Fleurs oubliées
- Titre international : Forgotten Flowers
- Réalisation : André Forcier avec François Pinet-Forcier
- Scénario : André Forcier, François Pinet-Forcier, Renaud Pinet-Forcier, Jean Boileau, Linda Pinet
- Musique : Jo Millette, Robert Fusil
- Direction artistique : Patrice Bengle
- Décors : Sébastien Harnois et Anouk Saint-Amand
- Costumes : Suzanne Harel
- Maquillage : Christiane Fattori
- Coiffure : Marcelo Nestor Padovani
- Photographie : Nathalie Moliavko-Visotzky
- Son : Louis Desparois, Sylvain Bellemare, Samuel Gagnon-Thibodeau, Louis Gignac
- Montage : Élisabeth Olga Tremblay
- Historien conseil : Michel Pratt
- Effets spéciaux : John Tate
- Production : Linda Pinet, Louis Laverdière, Jean-François Roesler
- Société de production : Les Films du Paria, Exogene Films
- Société de distribution : Filmoption International (International)
- Budget : 3,9 millions $ CA
- Pays de production :  Canada
- Tournage : du 22 juillet au 2 septembre 2018 à Montréal et Mingan
- Langue originale : français
- Format : couleur – stéréo 5:1
- Genre : drame
- Durée : 102 minutes
- Dates de sortie :
  - Canada : 16 septembre 2019 (première mondiale à la 31e édition du  festival international du film Cinéfest Sudbury (en))[2]
  - Canada : 16 octobre 2019 (première québécoise au Festival du nouveau cinéma de Montréal)
  - Canada : 25 octobre 2019 (sortie en salle au Québec)
- Classification :
  - Québec : Visa général[3]

## Distribution
- Roy Dupuis : Albert Payette
- Yves Jacques : le frère Marie-Victorin (Conrad Kirouac)
- Christine Beaulieu : Mathilde Gauvreau, petite-nièce de Marcelle Gauvreau
- Juliette Gosselin : Lili de la Rosbil
- Émile Schneider : Jerry Can Payette, neveu d'Albert
- Mylène Mackay : Marcelle Gauvreau
- Donald Pilon : Rodney Poulliot, compagnie Transgenia
- Gaston Lepage : Étienne Merrette, agriculteur
- Louis Champagne : Ulysse Caron, lieutenant de la SQ
- Travailleurs mexicains :
  - Alejandro Moran : Jesus Diaz
  - Omar Alexis Ramos : Ramon
  - Jonathan Jimeno Romera : Luis
  - Antero Sono Synnott : Pedro Aldana
- Les bourgeoises :
  - Louise Laparé
  - Anne Casabonne
  - France Castel
  - Andréanne Théberge
  - Marie Eykel
  - Marie Charlebois
  - Renée Cossette
  - Myriam De Verger
  - Hélène Reeves
  - Dorothée Berryman
  - Danyka Boileau-Bonaduce
  - Elisabeth Walling
  - Barbara Ulrich
- Shauna Bonaduce : l'agente Lazenza de la SQ
- Stéphane L'Écuyer : l'agent Corbeil de la SQ
- Roberta Arguello : Maria, prostituée cubaine
- Catherine Pogonat : elle-même, speakerine de Radio-Canada
- Denys Arcand : capitaine

## Accueil de la critique
L'édition montréalaise du journal Métro, enthousiaste, souligne l'« univers onirique et [...] surnaturel » du réalisateur pour ce film « porteur d'espoir [...] dans un contexte d'éco-anxiété ».